# Anatomical Record
The Anatomical Record is een internationaal, aan collegiale toetsing onderworpen wetenschappelijk tijdschrift op het gebied van de anatomie en morfologie. De naam wordt in literatuurverwijzingen meestal afgekort tot Anat. Rec. Het wordt uitgegeven door John Wiley & Sons namens de American Association of Anatomists en verschijnt maandelijks.